# Wappen der Gemeinde Hohenpolding
Das Wappen der Gemeinde Hohenpolding ist seit 1983 neben der Flagge das offizielle Hoheitszeichen von Hohenpolding.

## Blasonierung
„Über silbernem Schildfuß, darin zwei grüne Seeblätter an gekreuzten Stielen, in Blau nebeneinander eine silberne heraldische Lilie mit einer goldenen Krone anstelle des Bundes und ein silbernes Kreuz, dessen senkrechter Balken von einer goldenen Krone überdeckt wird.“

## Geschichte
Das Wappen wurde vom Freisinger Heraldiker Theodor Goerge gestaltet.
Die Lilie und die Krone im Wappen weisen als Mariensymbole auf das Patrozinium Mariä Heimsuchung der Kirche von Hohenpolding, welche bereits im 8. Jahrhundert gegründet wurde. Das Kreuz mit Krone symbolisiert die Kirche von Sulding (Patrozinium Kreuzerhöhung St. Helena). Die beiden Seeblätter im Schildfuß des Wappens erinnern an das Kloster Frauenchiemsee, das als Grundherr für die Geschichte des Gemeindegebiets von Bedeutung war. Die grüne Tingierung soll die vorwiegend landwirtschaftliche Struktur der Gemeinde symbolisieren.
Die Regierung von Oberbayern genehmigte mit Beschluss vom 8. Februar 1983 die Führung des Wappens durch die Gemeinde.